# لوون یرامیان
لوون گئورگی یرامیان (ارمنی: Լևոն Գևորգի Երամյան زاده ۲۱ دسامبر ۱۸۹۲ - درگذشته ۲۳ دسامبر ۱۹۳۸) یک بازیگر و کارگردان اهل ارمنستان بود. وی از سال تا میلادی مشغول فعالیت بوده است.

## زندگی‌نامه
وی در ۲ ژانویه ۱۸۹۳ [سبک قدیمی: ۲۱ دسامبر] ۱۸۹۲ در تفلیس به دنیا آمد و از مدرسه نرسیسیان (۱۹۰۹) فارغ‌التحصیل شد. آستغیک یرامیان همسر وی بود. وی همچنین برندهٔ جوایزی همچون هنرمند افتخاری آذربایجان شوروی و هنرمند مردمی آذربایجان شوروی شده است. وی در ۲۳ دسامبر ۱۹۳۸ در سن ۴۶ سالگی در باکو درگذشت.